# ビバリーヒルズ・チワワ2
『ビバリーヒルズ・チワワ2』（原題: Beverly Hills Chihuahua 2）は、『ビバリーヒルズ・チワワ』（原題：Beverly Hills Chihuahua）の続編のアメリカ合衆国の映画作品。

## キャスト
| 役名                       | 俳優                                 | 日本語吹替 |
| -------------------------- | ------------------------------------ | ---------- |
| サム                       | マーカス・コロマ                     | 加瀬康之   |
| ヴィヴおばさん             | スーザン・ブレイクリー               | 水野ゆふ   |
| サムの父親                 | カスチュロ・ゲッラ                   | 坂口芳貞   |
| サムの母親                 | ルーペ・オンティヴェロス             | 磯辺万沙子 |
| クループ                   | ブライアン・ステファネク             | 小形満     |
| レイチェル・アッシュ       | エレン・カーヒル                     | 竹田まどか |
| コリーン・マンスフィールド | エレイン・ヘンドリックス             | 日野由利加 |
| クロエ                     | オデット・ユーストマン（声の出演）   | 大坂史子   |
| パピ                       | ジョージ・ロペス（声の出演）         | 小森創介   |
| ペップ                     | エミリー・オスメント（声の出演）     | 小西結子   |
| ペドロ                     | アーニー・ハドソン（声の出演）       | 五王四郎   |
| デルタ                     | ロレッタ・デヴァイン（声の出演）     |            |
| パピ・ジュニア             | ザカリー・ゴードン（声の出演）       | 小柴大河   |
| デルガド                   | ミゲル・フェラー（声の出演）         | 立木文彦   |
| アポリーン                 | ブリジット・メンドラー（声の出演）   | 雨蘭咲木子 |
| ローサ                     | シャンティリー・スペラン（声の出演） | 飯野茉優   |
| ララ                       | マディソン・ペティス（声の出演）     | 松浦愛弓   |
| アリ                       | デラニー・ジョーンズ（声の出演）     | 飯田汐音   |

- その他の声の吹き替え：青山穣／広田みのる／林りんこ／後藤敦／下田レイ／鶴岡瑛梨／杉村憲司／遠藤純平／板取政明／高橋里枝／勝沼紀義／里卓哉／江藤博樹